# Озеро Ненависті

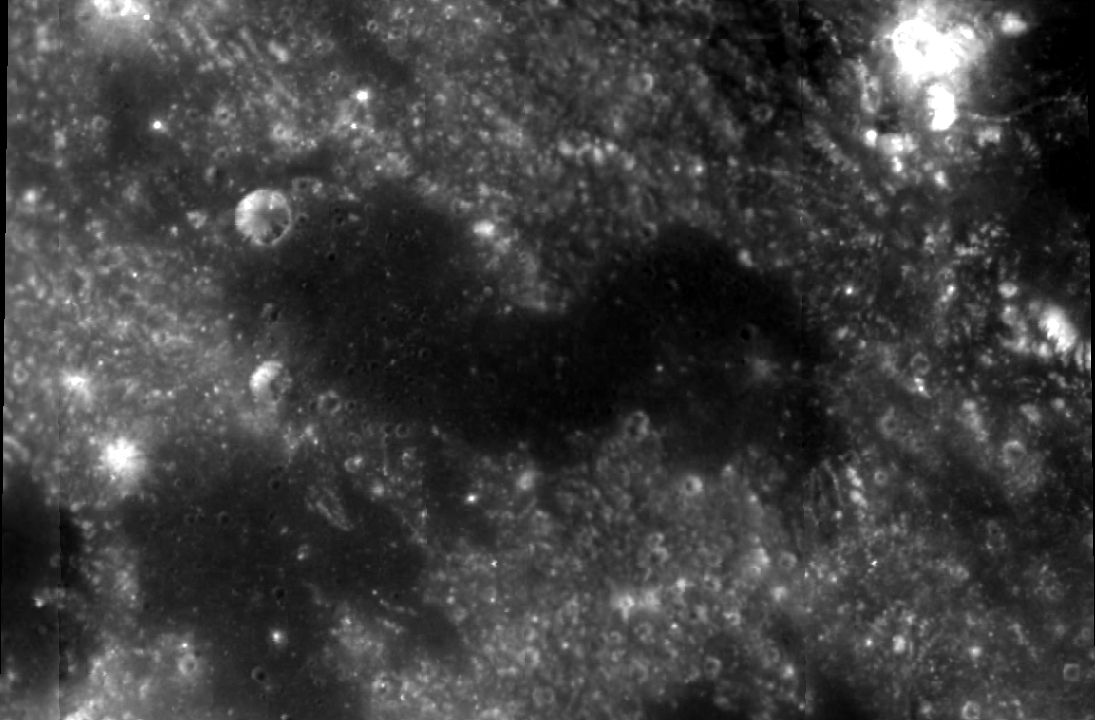
Мозаїка знімків «Клементини», зроблених при високому Сонці

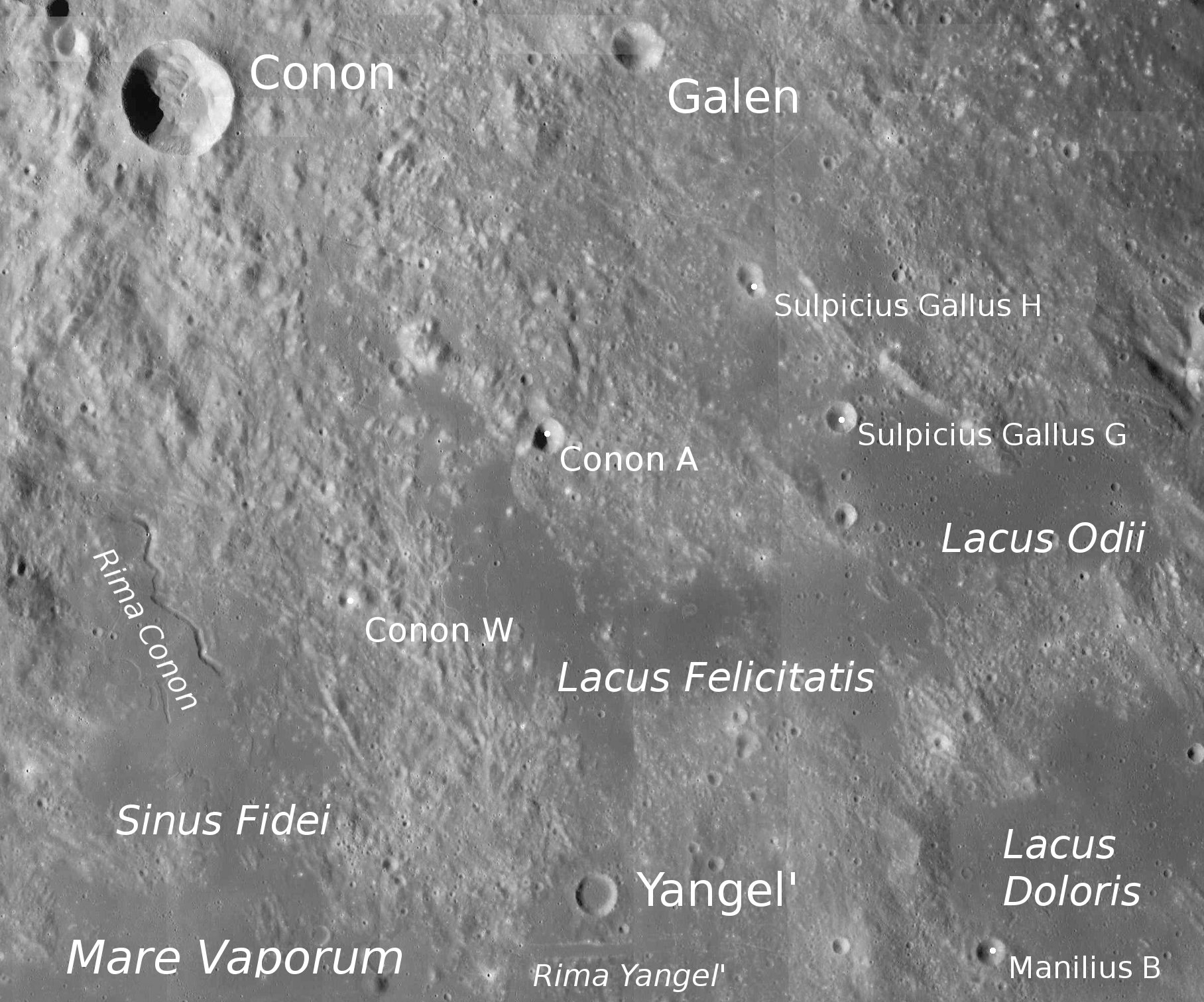
Карта Озера Ненависті та околиць

Озеро Ненависті (лат. Lacus Odii) — маленька морська ділянка на видимому боці Місяця, в межах «Землі Снігів» — трикутної області між морями Ясності, Парів та Дощів. Розмір — близько 70 км. Назва цього озера з'явилася на карті, виданій 1975 року Військовим картографічним агентством США для НАСА, і 1976 року була затверджена Міжнародним астрономічним союзом.

## Розташування й суміжні об'єкти
Координати центра Озера Ненависті — 19°12′ пн. ш. 7°18′ сх. д. / 19.2° пн. ш. 7.3° сх. д.. На південному заході воно межує з Озером Щастя, а на північному сході — з Гемськими горами, за якими лежить Море Ясності. На південний схід від Озера Ненависті знаходиться Озеро Смутку, а за ним — іще кілька озер. Околиці озера перетяті численними невеликими хребтами, що тягнуться з боку Моря Дощів і з'явилися при падінні викидів його басейну, — «імбрійською скульптурою».
Біля південно-західного берега Озера Ненависті лежить 50-кілометровий сильно зруйнований кратер Манілій E, що затоплений лавою і утворює частину Озера Щастя. Є в околицях озера й інші сателітні кратери Манілія, а також Сульпіція Галла.

## Опис
Озеро Ненависті витягнуте зі сходу на захід, а на півночі в нього врізається 15-кілометровий мис. Рельєф озера рівнинний, без значних деталей, крім дрібних кратерів. Найбільші з них розташовані на його західному березі. Це 5,9-кілометровий Сульпіцій Галл G (єдиний найменований кратер цього озера) та 4,5-кілометровий безіменний кратер.
За однією інтерпретацією знімка, зробленого «Аполлоном-17», в озері є застиглий лавовий потік із звивистим краєм, що досі дещо вирізняється в рельєфі.
Поверхня Озера Ненависті лежить на 0,7–1,1 км нижче за місячний рівень відліку висот. Максимуму її висота сягає на сході, а мінімуму — на південному заході. Озеро лежить на одному рівні з сусідньою частиною Озера Щастя, на кількасот метрів вище за Озеро Смутку та на 1,3 км вище за найближчу частину Моря Ясності.